# Renae Ayris
Renae Ayris (Perth, 17 settembre 1990) è una modella australiana, incoronata Miss Australia il 9 giugno 2012 a Melbourne presso il Sofitel Hotel. La modella ha avuto la meglio fra le trentacinque partecipanti al concorso, ed ha ottenuto la corona dalle mani della detentrice del titolo uscente, Scherri-Lee Biggs.
In veste di rappresentante ufficiale dell'Australia, Renae Ayris, che è alta un metro e settantacinque, prenderà parte all'edizione del 2012 del concorso internazionale Miss Universo, che si terrà a dicembre.